# Henri van Alphen
Henri van Alphen (Arnhem, 28 december 1881 – Haarlem, 4 juni 1966) was een Nederlands burgemeester.

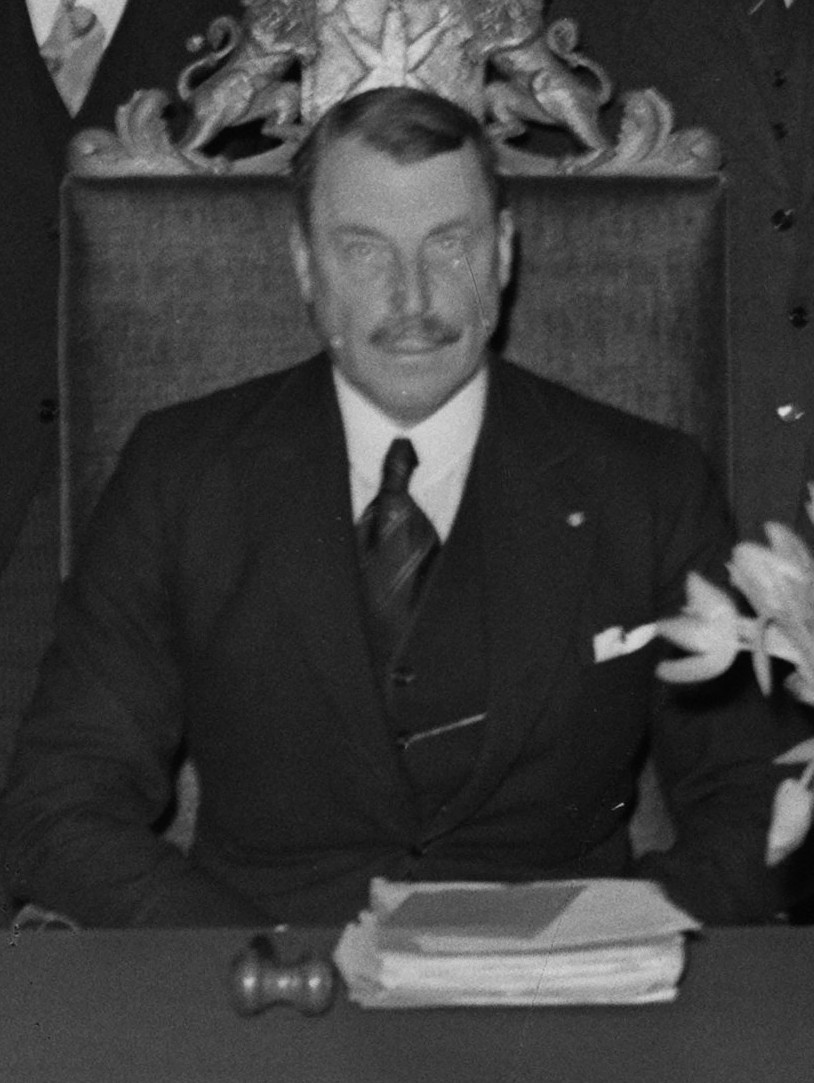
Henri van Alphen, burgemeester, ca.1948

Hij werd vernoemd naar zijn opa Henri van Alphen (1820-1903) die bankier was. Zelf begon hij zijn loopbaan bij de gemeentesecretarie te Zutphen en in mei 1918 werd hij de burgemeester van Westzaan. In oktober 1925 volgde zijn benoeming tot burgemeester van Zandvoort waar hij eind 1942 ontslagen werd en opgevolgd werd door een NSB'er. Na de bevrijding in 1945 keerde hij weer terug in zijn oude functie. Van Alphen zou in januari 1947 met pensioen kunnen gaan maar hij mocht aanblijven tot eind januari 1948. Later dat jaar kwam hij landelijk in het nieuws toen hij met vier anderen in het ziekenhuis was opgenomen na het eten van giftige paddenstoelen bij hem thuis waaraan een gast kort daarop overleed. In Zandvoort heeft hij zich ingezet voor het ontwikkelen van toerisme in die badplaats waaronder de aanleg van het Circuit Park Zandvoort. Van Alphen overleed midden 1966 op 84-jarige leeftijd in het Sint Elisabeth Gasthuis in Haarlem.